# William Fechteler

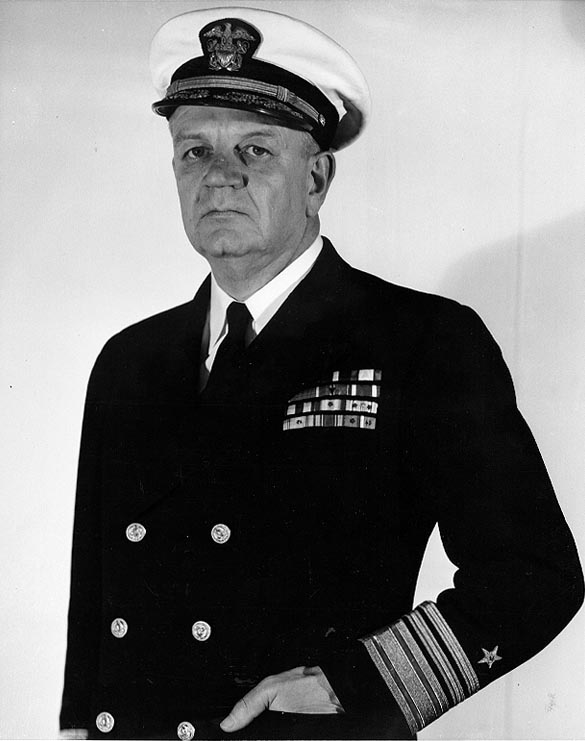
William Fechteler

William  Morrow Fechteler, auch William M. Fechteler, (* 6. März 1896 in San Rafael, Kalifornien; † 4. Juli 1967 in Bethesda, Maryland) war ein US-amerikanischer Admiral und Chief of Naval Operations der United States Navy.

## Biografie
Fechteler war der Sohn von Konteradmiral August F. Fechteler. Er absolvierte seit 1916 die Marineakademie. Im Ersten Weltkrieg diente er auf dem Schlachtschiff Pennsylvania. Er wurde befördert zum Leutnant, Lieutenant Commander (Korvettenkapitän), Commander (Fregattenkapitän) und Captain und diente zwischen den Weltkriegen in mehreren Stabsstellen und hatte u. a. das Kommando über den Zerstörer Perry (DD-340). 1942/43 war er im Bureau of Navigation tätig.
Im Zweiten Weltkrieg befehligte er dann 1943 das Schlachtschiff Indiana im Pazifik. Anfang 1944 wurde er zum Rear Admiral (Konteradmiral) befördert. Von August 1944 bis März 1945 war er Kommandant der Amphibischen Gruppe 8 der neu aufgestellten Siebten US-Flotte. Er nahm an den Landungen in Morotai, Leyte, Lingayen und auf den Philippinen, an der Schlacht um Biak und der Schlacht um Noemfoor teil.
Ende 1945 war er Assistant Chief of Naval Personnel in Washington, D.C. Danach befehligte er den Flottenverband mit Schlachtschiffen, Kreuzern und Zerstörern im Atlantik. 1947 wurde er Vizeadmiral.
Fechteler war von 1947 bis 1950 stellvertretender Chief of Naval Operations. 1950/51 war er Oberbefehlshaber der US Atlantic Fleet; sein Nachfolger wurde Vizeadmiral Lynde D. McCormick. Als Admiral war er von 1951 bis 1953 der 13. Chief of Naval Operations (CNO, Chef der Marineoperationen) als Nachfolger von Admiral Forrest P. Sherman (†). Er war damit der ranghöchste Marineoffizier und Admiralstabschef der US Navy In seiner Zeit war er für die Aktivitäten im Koreakrieg, im Fernen Osten und in Europa verantwortlich.
Präsident Dwight D. Eisenhower wechselte 1953 bei seinem Amtsantritt viele militärische Führungspositionen aus. Fechteler diente dann bis zu seiner Pensionierung (1956) beim Oberbefehlshaber der Alliierten für Südeuropa in Neapel.

1967 wurde er auf dem Nationalfriedhof Arlington begraben.

## Auszeichnungen
Fechteler erhielt diverse Auszeichnungen u. a.
- World War I Victory Medal
- Legion of Merit
- American Campaign Medal
- World War II Victory Medal
- Zwei Kriegsschiffe mit dem Namen Fechteler wurden nach seinem Vater benannt.